# Высокое (Сахалинская область)
Высо́кое — село в Анивском городском округе Сахалинской области России.

## География
Село находится на берегу реки Лютога, на расстоянии 19 км к северо-западу от города Анива, административного центра округа.

## История
До 1945 года принадлежало японскому губернаторству Карафуто и называлось Тоёсакаэ (яп. 豊栄). В 1948 году на базе колхоза имени Молотова основано село.

## Население
| 2002 | 2010 | 2013 | 2021 |
| ---- | ---- | ---- | ---- |
| 171  | ↘146 | ↘142 | ↘61  |

### Половой состав
Согласно результатам переписи 2002 года, в селе проживал 171 человек (88 мужчин и 83 женщины).

### Национальный состав
Согласно результатам переписи 2002 года, в национальной структуре населения русские составляли 86 % из 171 чел.

## Улицы
- ул. Луговая,
- ул. Новая,
- ул. Центральная.